# Epigynopteryx duboisi
Epigynopteryx duboisi är en fjärilsart som beskrevs av Claude Herbulot 1981. Epigynopteryx duboisi ingår i släktet Epigynopteryx och familjen mätare. Inga underarter finns listade i Catalogue of Life.